# Râpa (okręg Bihor)
Râpa – wieś w Rumunii, w okręgu Bihor, w gminie Tinca. W 2011 roku liczyła 615 mieszkańców.